# أيام الغضب (فلم)
أيام الغضب هو فيلم مصري إنتاج عام 1989. قام في بطولته كل من نور الشريف، يسرا، إلهام شاهين  والممثل الراحل نجاح الموجي ، وأخرجه منير راضي.
تدور أحداث القصة حول عودة "إبراهيم" (نور الشريف) المفاجئة من الخارج ليجد أن زوجته "صفاء" قد تزوجت من "عزت" بعد أن حصلت على طلاق غيابي وأن الزوجان قد استوليا على شقته ومدخراته. يتمكن "عزت" بمساعدة معارفه من الأطباء من اتهام إبراهيم بالجنون من أجل حبسه في مستشفى الأمراض العقلية حيث يتعرض هناك لمختلف أنواع العذاب الجسدي والنفسي.

## وصلات خارجية
- مقالات تستعمل روابط فنية بلا صلة مع ويكي بيانات